# 용호동유적
용호동유적(龍湖洞遺蹟)은 대전광역시 대덕구 용호동에 있는 선사시대의 유적이다. 2006년 10월 6일 대전광역시의 기념물 제42호로 지정되었다. 1999년부터 2001년까지 한남대학교 중앙박물관에 의해 발굴된 이 유적은, 대전 석봉정수장 건설 과정에서 처음 알려지게 되었다. 유적은 금강과 용호천이 합류하는 대전 용호 마을 입구에 위치하며, 해발 약 40.5m 지점에 자리 잡고 있다.

## 유적

### 퇴적층
유적의 퇴적층은 크게 두 부분으로 나뉘며, 하부 단구 퇴적층과 상부 고토양층으로 구성된다. 지층은 총 1층부터 7층까지 구분되며, 위로부터 경작토층과 모래질 찰흙층(1층), 암황갈색~짙은 갈색의 찰흙층(2층), 암갈색 찰흙층(3a층), 명갈색 찰흙층(3b층), 황갈색 모래질 찰흙층(3c층), 모래질 찰흙층(4층), 모래층(5층), 자갈층(6층), 그리고 기반암 풍화층(7층) 순으로 나타난다.

### 문화층
문화층은 총 네 개로 구분되며, 2층이 제1문화층, 3a층이 제2문화층, 3b층이 제3문화층, 그리고 4층과 5층의 경계에서 제4문화층이 확인되었다. 이 중 제3a층에서는 첫 번째 토양쐐기구조가 뚜렷이 관찰되며, 4층에서는 두 번째 토양쐐기구조의 흔적이 일부 남아 있다. 또한 제3a층 하부에서 채취된 숯의 방사성탄소연대측정 결과는 약 38,500±1,000년 전(BP)으로 나타났다.

#### 주요 유물
출토 유물 가운데, 제4문화층에서는 몸돌, 격지, 긁개, 홈날, 찍개, 여러 면석기, 주먹도끼 등이 발견되었으며, 석기의 주된 재질은 석영과 규암이다. 제3문화층에서는 슴베찌르개, 톱니날식 찌르개, 자갈돌석기 등 보다 다양한 석기가 출토되었는데, 이 중 슴베찌르개는 현재까지 한국에서 확인된 것 중 가장 이른 시기의 예로 평가된다. 이 층에서는 응회암과 혼펠스 재질의 석기도 함께 출토되었다.
제2문화층에서는 고르게 갈린 판석 형태의 석기를 비롯해 밀개, 긁개, 톱니날, 모루, 찍개, 여러면석기 등이 출토되었으며, 제1문화층에서는 불을 사용한 흔적과 석기 제작터가 확인되었다. 이 층에서 출토된 석기에는 긁개, 양끝찌르개, 톱니날, 찍개, 몸돌, 격지 등이 포함된다.

## 지정 사유
용호동구석기유적은, 대전의 역사가 10만년전인 중기구석기 시대로 올라갈 수 있음을 밝힌 유적이며, 또한 여기에서 출토된 슴베찌르개, 마제기법의 유물 등은 금강을 중심으로 펼쳐졌던 중기와 후기 구석기시대 사람들의 문화를 이해하고, 동북아시아 구석기 문화의 성격을 이해하는데 매우 중요한 자료이다.

## 참고 자료
- 용호동유적 - 국가유산청 국가유산포털